# Xystrocera globosa
Xystrocera globosa es una especie de escarabajo longicornio del género Xystrocera, tribu Xystrocerini, subfamilia Cerambycinae. Fue descrita científicamente por Olivier en 1795.
El período de vuelo ocurre durante todos los meses del año.

## Descripción
Mide 13-35 milímetros de longitud.

## Distribución
Se distribuye por Assam, Australia, Bután, China, Comoras, Costa de Marfil, Egipto, Hawái, isla de Borneo, isla Reunión, Mauricio, islas de la Sonda, islas Marquesas, India, Indonesia, Japón, Java, Laos, Madagascar, Malasia, islas Mascareñas, Molucas, Nepal, Nueva Caledonia, Pakistán, Papúa Nueva Guinea, Filipinas, Puerto Rico, República de Corea, Seychelles, Sri Lanka, Célebes, Sumatra, Tahití, Taiwán, Tailandia y Vietnam.